# Caister Castle
Caister Castle er en middelalderborg med voldgrav, der ligger i West Caister, omkring 5 km nord for byen Great Yarmouth i Norfolk, England
Borgen har et tårn, der er 33 m højt, som blev opført mellem 1432 og 1446 af Sir John Fastolf, der sammen med Sir John Oldcastle var inspiration til William Shakespeares karakter John Falstaff. Borgen blev ramt af en stor brand i 1469, da den blev belejret og erobret af hertugen af Norfolk. Borgen gik i forfald og blev en ruin, med undtagelse af tårnet, efter år 1600, hvor der blev opført et nyt hus nær ved.
Borgens tårn står stadig intakt og er åbent for offentligheden. Det er en listed building af første grad og et scheduled monnument.